# Isla Águila (Antártida)
La isla Águila es una isla de ocho kilómetros y seis kilómetros de ancho, que alcanza una altitud máxima de 560 metros en el Cerro Contador/San Agustín en su sector noreste. Otras elevaciones son el cerro Mayor y el cerro Castillo/San Miguel. Es la isla más grande de las islas Andersson (o Águila), situadas entre la costa este de la península Trinidad y la isla Vega, al sur de la bahía Duse y en aguas del canal Príncipe Gustavo, en el extremo norte de la península Antártica.

## Historia y toponimia
Probablemente fue vista por primera vez por la Expedición Antártica Sueca entre 1901 y 1904. Fue cartografiada en noviembre de 1945 por el British Antarctic Survey (BAS) y nombrada en referencia al buque Eagle, una de las naves utilizadas por las expediciones del BAS. En 1951, Chile adoptó el topónimo y lo tradujo al castellano.
En 1963, el Servicio de Hidrografía Naval de Argentina también adoptó el topónimo y lo tradujo al castellano. Previamente, en mapas y publicaciones argentinas, la isla apareció con los nombres de isla Eagle (1953) e isla Santa Teresita (1959).

## Reclamaciones territoriales
Argentina incluye a la isla en el departamento Antártida Argentina dentro de la provincia de Tierra del Fuego, Antártida e Islas del Atlántico Sur; para Chile forma parte de la comuna Antártica de la provincia Antártica Chilena dentro de la Región de Magallanes y de la Antártica Chilena; y para el Reino Unido integra el Territorio Antártico Británico. Las tres reclamaciones están sujetas a las disposiciones del Tratado Antártico.
Nomenclatura de los países reclamantes:
- Argentina: isla Águila[4][5]
- Chile: isla Águila[6]
- Reino Unido: Eagle Island[3]